# Freshwater Stadium
Il Freshwater stadium è uno stadio di Port Vila, Vanuatu. È lo stadio nazionale e la casa della squadra nazionale di calcio del Vanuatu. Lo stadio può contenere circa 6 500 persone.

## Storia
Nel 2018 è stato annunciato che la FIFA avrebbe finanziato un nuovo stadio di calcio a Vanuatu per la Federazione calcistica di Vanuatu (VFF). Nel febbraio 2020 , la prima tranche di fondi è stata utilizzata per livellare il sito e gestire i servizi, mentre la seconda fase è consistita nell'installazione della recinzione. I primi lavori di ingegneria sono stati eseguiti dalla società locale Qualao Consulting.
La consegna dello stadio completato è avvenuta nel maggio 2022. Il mese successivo, allo stadio iniziarono le partite della South Efate League, un campionato di secondo livello del paese, che continueranno a svolgersi lì in futuro. Lo stadio è il primo nel Paese ad essere accessibile alle persone con mobilità ridotta. Produce inoltre la propria energia solare e dispone di un sistema di ricircolo dell'acqua che garantisce che il terreno rimanga sano durante le stagioni più secche.
Nonostante sia stato costruito durante la pandemia di Covid-19 e gli effetti di due cicloni nel paese, lo stadio è stato completato interamente da imprese locali. Il costo totale della costruzione dello stadio è stato di 400 milioni di vatu.